# Carlos Labrada
Carlos Valentín Labrada Lleras (Mazatlán, 9 dicembre 1985) è un calciatore messicano naturalizzato americo-verginiano, centrocampista dell'NTX Rayados.

## Statistiche

### Cronologia presenze e reti in nazionale
| Cronologia completa delle presenze e delle reti in nazionale ― Isole Vergini Americane | Cronologia completa delle presenze e delle reti in nazionale ― Isole Vergini Americane | Cronologia completa delle presenze e delle reti in nazionale ― Isole Vergini Americane | Cronologia completa delle presenze e delle reti in nazionale ― Isole Vergini Americane | Cronologia completa delle presenze e delle reti in nazionale ― Isole Vergini Americane | Cronologia completa delle presenze e delle reti in nazionale ― Isole Vergini Americane | Cronologia completa delle presenze e delle reti in nazionale ― Isole Vergini Americane | Cronologia completa delle presenze e delle reti in nazionale ― Isole Vergini Americane |
| Data                                                                                   | Città                                                                                  | In casa                                                                                | Risultato                                                                              | Ospiti                                                                                 | Competizione                                                                           | Reti                                                                                   | Note                                                                                   |
| -------------------------------------------------------------------------------------- | -------------------------------------------------------------------------------------- | -------------------------------------------------------------------------------------- | -------------------------------------------------------------------------------------- | -------------------------------------------------------------------------------------- | -------------------------------------------------------------------------------------- | -------------------------------------------------------------------------------------- | -------------------------------------------------------------------------------------- |
| 29-3-2016                                                                              | Charlotte Amalie                                                                       | Isole Vergini Americane                                                                | 1 – 2                                                                                  | Grenada                                                                                | Qual. Coppa dei Caraibi 2017                                                           | -                                                                                      | 77’                                                                                    |
| 4-6-2016                                                                               | Charlotte Amalie                                                                       | Isole Vergini Americane                                                                | 0 – 7                                                                                  | Guyana                                                                                 | Qual. Coppa dei Caraibi 2017                                                           | -                                                                                      | 75’                                                                                    |
| 7-6-2016                                                                               | Willemstad                                                                             | Curaçao                                                                                | 7 – 0                                                                                  | Isole Vergini Americane                                                                | Qual. Coppa dei Caraibi 2017                                                           | -                                                                                      | 45+1’                                                                                  |
| 9-9-2018                                                                               | Bradenton                                                                              | Isole Vergini Americane                                                                | 0 – 8                                                                                  | Canada                                                                                 | CONCACAF Nations League 2019-2020 - Qualificazioni                                     | -                                                                                      | 71’                                                                                    |
| 12-10-2018                                                                             | Bradenton                                                                              | Isole Vergini Americane                                                                | 0 – 5                                                                                  | Curaçao                                                                                | CONCACAF Nations League 2019-2020 - Qualificazioni                                     | -                                                                                      | 36’                                                                                    |
| Totale                                                                                 |                                                                                        | Presenze                                                                               | 5                                                                                      |                                                                                        | Reti                                                                                   | 0                                                                                      |                                                                                        |